# Ocimum campechianum
Ocimum campechianum es una especie de planta herbácea de la familia de las lamiáceas. Es originaria de las regiones tropicales y subtropicales de América.

## Descripción
Es una hierba de vida corta que alcanza un tamaño de 40 a 60 cm de alto. Los tallos  marcadamente tetragonales, rojizos a púrpura, generalmente sin pelos. Las hojas son opuestas, ovadas a elípticas, con la base adelgazada hacia el pecíolo, con dientes en el margen, con la cara inferior más clara que la superior; los pecíolos delgados, acanalados, de hasta 3 cm de largo. La inflorescencia se encuentra en la punta de los tallos y a tramos más o menos iguales se encuentran grupos de generalmente 6 flores (3 en la axila de cada bráctea) cortamente pediceladas, dispuestas como verticilos, formando en conjunto un racimo.
El cáliz es un tubo algo aplanado y arqueado, que hacia el ápice se divide en 2 labios, el superior redondeado y con un pico diminuto en el ápice, el labio inferior terminado en 4 picos, 2 de ellos más largos; la corola blanca o lila clara, es un tubo que no sobrepasa el cáliz y que hacia el ápice se divide en 2 labios, uno de ellos dividido en 4 lóbulos; estambres 4, desiguales.  Dentro del cáliz persistente se encuentra el fruto que se divide en 4 segmentos obovoides, con la superficie lisa, de color café.

## Distribución y hábitat
Se distribuye por Florida, las Antillas, México, a Centro y Sudamérica, Islas Galápagos donde se encuentra en  lugares abiertos, rocosos, arenosos o gravosos.

## Taxonomía
Ocimum campechianum fue descrita por Carl Ludwig Willdenow y publicado en The Gardeners Dictionary: . . . eighth edition Ocimum no. 5. 1768.
Etimología
Ocimum: nombre genérico que deriva del griego antiguo okimo usado por Teofrasto y Dioscórides para referirse a la hierba aromática.
campechianum: epíteto geográfico que alude a su localización en Campeche.
Sinonimia
- Ocimum micranthum Willd., Enum. Pl.: 630 (1809).
- Ocimum montanum Hook., Bot. Mag. 57: t. 2996 (1830).
- Ocimum pubescens Mill. ex Benth., Labiat. Gen. Spec.: 13 (1832).[4]

## Nombres comunes
- Castellano: albacarón, albaca, albacar, albahaca de monte, hierba de toro.[1]
- En Cuba: albahaca de clavo[5]